# 男性型脱毛症
男性型脱毛症（だんせいがただつもうしょう、英: Pattern hair loss、AGA）とは、主に頭皮の上部と前部に影響を与える脱毛症状である。男性型脱毛症（MPHL）では、脱毛は通常、前髪の後退、頭頂部と頭頂部の脱毛、またはその両方の組み合わせとして現れる。女性型脱毛症（FPHL）は通常、頭皮全体の毛髪の広範な薄毛として現れる。この状態は男性性ホルモン（脱毛は去勢された男性では決して発生しない）と遺伝的要因の組み合わせによって引き起こされる
いくつかの研究では、脱毛における酸化ストレスの役割、頭皮のマイクロバイオーム、遺伝学、循環アンドロゲン、特にジヒドロテストステロン（DHT）の証拠が見つかっている。早発性壮年性脱毛症（35歳未満）の男性は、多嚢胞性卵巣症候群（PCOS）の男性表現型相当とみなされている
女性パターン脱毛症の原因はまだ不明である。女性の壮年性脱毛症は多嚢胞性卵巣症候群（PCOS）のリスク増加と関連している
治療には単にその状態を受け入れるか、または外観的側面を改善するために頭を剃ることが含まれる。それ以外の一般的な医学的治療にはミノキシジル、フィナステリド、デュタステリド、または毛髪移植手術がある。女性におけるフィナステリドとデュタステリドの使用は十分に研究されておらず、妊娠中に服用すると先天性異常を引き起こす可能性がある。
50歳までに、パターン脱毛症は男性の約半数と女性の4分の1に影響を与える。これは脱毛の最も一般的な原因である。40〜91歳の男性と早発性AGA（35歳未満）の若年男性患者の両方は、メタボリックシンドローム（MetS）とインスリン抵抗性が高い傾向にある。若年男性では、メタボリックシンドロームが約4倍の頻度で発生することが研究で示されており、これは臨床的に有意とみなされている。腹部肥満、高血圧、低高密度リポタンパク質も若年グループで有意に高かった。

## 徴候と症状

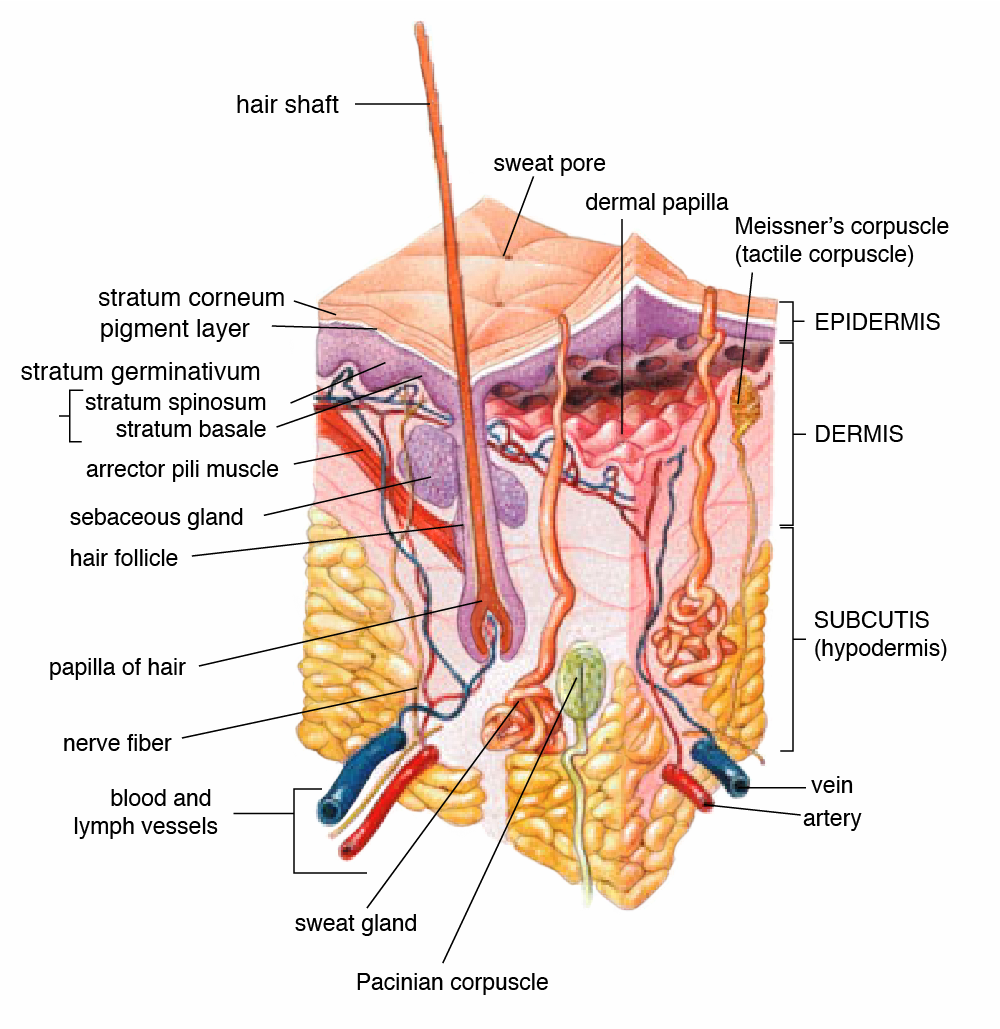
毛包と間葉性真皮乳頭、上部にラベル付け

パターン脱毛症は非瘢痕性脱毛症の一形態として分類される。
男性型脱毛症はこめかみの上と頭皮の頭蓋冠で始まる。進行すると、頭の側面と後部に髪の縁が残る。これは「ヒポクラテスの花輪」と呼ばれ、完全なハゲに進行することはほとんどない。
女性型脱毛症では、男性型と同様に、女性の壮年性脱毛症が全脱毛症に至ることはまれである。ルートヴィヒスケールは女性型脱毛症の重症度を評価する。これには、髪の薄さによる前頭部の頭皮の露出に基づいて女性の脱毛のグレード1、2、3が含まれる。
ほとんどの場合、後退する生え際が最初の出発点である。生え際は頭の前部と側面から後方に移動し始める。

## 原因
パターン脱毛症の原因はまだ完全に理解されていない。頭皮の毛包の活動がアンドロゲンホルモン、コレステロール、インスリン様成長因子などのタンパク質の存在に敏感になる遺伝的変化の結果であると思われる。

### ホルモンと遺伝子
KRT37はアンドロゲンによって調節される唯一のケラチンである。このアンドロゲンへの感受性はホモ・サピエンスによって獲得されたものであり、大型類人猿の従兄弟とは共有されていない。ウィンターらはチンパンジーのすべての毛包でKRT37が発現していることを発見したが、現代人の頭髪では検出されなかった。アンドロゲンは体の毛を成長させることが知られているが頭皮の毛を減少させるため、この頭皮KRT37の欠如は壮年性脱毛症の逆説的な性質と頭髪の成長期サイクルが非常に長いという事実を説明するのに役立つかもしれない。
男性型脱毛症は常染色体優性遺伝のパターンに従うというのが一般的に受け入れられているが、より最近の研究では、ハゲた男性の約80％がハゲた父親を持っていることが示されている。これは、パターン脱毛が純粋な常染色体形質である場合に予想されるよりも大きく、Y染色体遺伝子または父性刷り込み効果のいずれかを通じて、重要な父性経路の遺伝があることを示唆しているかもしれない

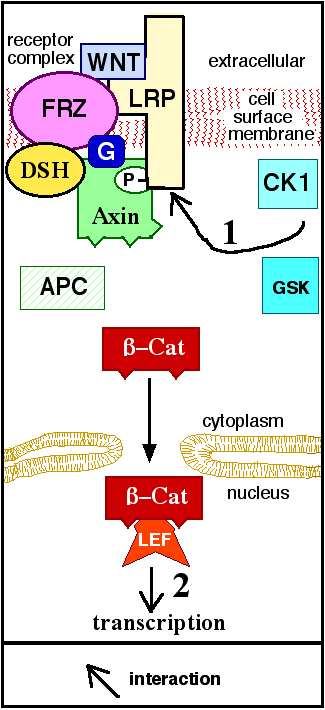
アンドロゲンはWntシグナル経路と相互作用して脱毛を引き起こす可能性がある

毛包の毛脂腺ユニットの初期プログラミングは子宮内で始まる。生理学は主にアンドロゲン性であり、ジヒドロテストステロン（DHT）が真皮乳頭の主要な貢献者である。早発性壮年性脱毛症の男性は、パターン脱毛症のない男性と比較して、性ホルモン結合グロブリン（SHBG）、卵胞刺激ホルモン（FSH）、テストステロン、およびエピテストステロンの値が通常より低い傾向がある。以前は完全な脱毛の領域では毛包が永久に失われたと考えられていたが、最近の研究によると、毛包が発生した幹細胞前駆細胞が頭皮に含まれているため、それらはむしろ休止状態である可能性が高い
形質転換研究により、毛包の成長と休止はDHTの影響を受ける真皮乳頭におけるインスリン様成長因子（IGF）の活性に関連していることが示されている。アンドロゲンは出生時と思春期の男性の性的発達に重要である。それらは皮脂腺、アポクリン毛の成長、およびリビドーを調節する。年齢が上がるにつれて、アンドロゲンは顔の毛の成長を刺激するが、こめかみや頭頂部では抑制することがあり、この状態は「アンドロゲンパラドックス」と呼ばれている。
壮年性脱毛症の男性は通常、5α-還元酵素、総テストステロン、遊離/結合していないテストステロン、およびDHTを含む遊離アンドロゲンが高い。5-アルファ還元酵素は遊離テストステロンをDHTに変換し、頭皮と前立腺で最も高い。DHTは最も一般的にテストステロンの5α還元によって組織レベルで形成される。この酵素をコードする遺伝的相関関係が発見されている。プロラクチンも性別によって毛包に異なる効果をもたらすことが示唆されている
また、アンドロゲンと脱毛につながるWnt-βカテニンシグナル伝達経路の間のクロストークが発生する。体細胞幹細胞のレベルでは、アンドロゲンは顔の毛の真皮乳頭の分化を促進するが、頭皮では抑制する。他の研究では、毛包内のプロスタグランジンD2合成酵素酵素とその生成物であるプロスタグランジンD2（PGD2）が寄与していることを示唆している。
これらの観察は間葉系真皮乳頭のレベルでの研究につながった。1型および2型5α還元酵素は個々の毛包の乳頭の毛脂腺ユニットに存在する。これらはテストステロンからアンドロゲンであるジヒドロテストステロンの形成を触媒し、次に髪の成長を調節する。アンドロゲンは異なる毛包で異なる効果を持つ：顔の毛ではIGF-1を刺激して成長を促進するが、頭皮ではTGF β1、TGF β2、ディッコプフ1、およびIL-6を刺激してカタゲン性の小型化を引き起こす可能性がある。成長期の毛包は4つの異なるカスパーゼを発現する。移行期の毛包には有意な炎症性浸潤が見られている。インターロイキン1は脱毛を促進するサイトカイン媒介因子であると疑われている。
アンドロゲンレベルが低下するにもかかわらず年齢とともに脱毛が蓄積するという事実と、フィナステリドが壮年性脱毛症の進行した段階を逆転させないという事実は謎のままであるが、可能な説明として、年齢とともにハゲた頭皮に5-アルファ還元酵素のレベルが高くなるとテストステロンからDHTへの局所的な変換が増加すること、およびアンドロゲン受容体の活性化と環境ストレスによる真皮乳頭のDNA損傷レベルの上昇と真皮乳頭の老化が挙げられる。

### メタボリックシンドローム
複数の横断研究により、早発性壮年性脱毛症、インスリン抵抗性、およびメタボリックシンドロームの間の関連性が見出されている。最も関連性が高いメタボリックシンドロームの構成要素は低HDLである。HDLの2つの主要な食事源であるリノレン酸とリノール酸は5アルファ還元酵素阻害剤である。早発性壮年性脱毛症とインスリン抵抗性は、多嚢胞性卵巣症候群の男性相同体または表現型を表す臨床的集合かもしれない。他の研究では、多嚢胞性卵巣症候群の女性の家族に高インスリン血症の割合が高いことが見出されている。早発性AGAはメタボリックシンドロームのリスクが増加しており、AGAを持つ人々はより悪い代謝プロファイルを示し、体格指数、ウエスト周囲径、空腹時血糖、血中脂質、血圧などの指標が含まれる
関連性を支持する証拠として、フィナステリドはグルコース代謝を改善し、糖尿病の代用マーカーである糖化ヘモグロビンHbA1cを減少させる。早発性壮年性脱毛症で見られる低SHBGもインスリン抵抗性と関連しており、その原因となる可能性が高い。そのため、小児糖尿病の検査としても使用されている。
肥満はインスリン産生の上方調節とSHBGの減少につながる。関係をさらに強化するために、SHBGはin vitroでインスリンによって下方調節されるが、SHBGレベルはインスリン産生に影響を与えないようである。in vivoでは、インスリンは正常および肥満男性の両方でテストステロン産生とSHBG阻害を刺激する。SHBGとインスリン抵抗性の関係はしばらく知られていた；数十年前、SHBGとアディポネクチンの比率はインスリン抵抗性を予測するためにグルコースの前に使用されていた。結果としてIGFが欠乏しているラロン症候群の患者は、顕微鏡で検査すると様々な程度の脱毛症と毛包の構造的欠陥を示す。
メタボリックシンドロームと変化したグルコース代謝との関連性のため、早発性脱毛症の男性と女性の両方は、耐糖能障害と2型糖尿病についてスクリーニングされるべきである。MRIによる皮下および内臓脂肪貯蔵の測定では、内臓脂肪組織とテストステロン/DHTの間の逆の関連性が示され、一方、皮下脂肪はSHBGと負の相関を示し、エストロゲンとは正の相関を示した。SHBGと空腹時血糖の関連性は肝臓内脂肪に最も依存しており、これはMRIのインフェーズおよびアウトオブフェーズイメージングシーケンスで測定できる。以前に使用されていた肝機能の血清指標や糖尿病の代用マーカーは、比較によるとSHBGとの相関が少ない。
ミネラルコルチコイド抵抗症の女性患者は壮年性脱毛症を呈する。
IGFレベルはメタボリックシンドロームを持つ人々で低いことが見出されている。頭頂部脱毛がある場合、循環血清レベルのIGF-1は増加するが、この研究では毛包自体のmRNA発現を調べていない。局所的には、IGFは真皮乳頭で有糸分裂を促進し、毛包の伸長を促進する。IGFの主要な産生部位は肝臓であるが、毛包での局所的なmRNA発現は毛の成長の増加と相関する。IGFの放出は成長ホルモン（GH）によって刺激される。IGFを増加させる方法には、運動、低血糖、低脂肪酸、深い睡眠（ステージIV レム睡眠）、エストロゲン、アルギニンやロイシンなどのアミノ酸の摂取がある。肥満と高血糖はその放出を抑制する。IGFも血液中で大きなタンパク質に結合して循環し、このタンパク質の産生もGHに依存している。GHの放出は正常な甲状腺ホルモンに依存している。人生の6番目の10年間で、GHは産生が減少する。成長ホルモンは脈動的であり睡眠中にピークを迎えるため、血清IGFは全体的な成長ホルモン分泌の指標として使用される。思春期のアンドロゲンの急増は、成長ホルモンの付随的な急増を促進する。
インスリン抵抗性とメタボリックシンドロームの発現として、AGAは心血管疾患、グルコース代謝障害、2型糖尿病、前立腺の肥大のリスク因子の増加に関連している。

### 年齢
加齢に伴ういくつかのホルモン変化がある：
1. テストステロンの減少
2. 血清DHT及び5-アルファ還元酵素の減少
3. 3AAG、DHTの末梢マーカーの減少
4. SHBGの増加
5. 頭皮におけるアンドロゲン受容体、5-アルファ還元酵素I型およびII型活性、アロマターゼの減少[68][69]

このアンドロゲンとアンドロゲン受容体の減少、およびSHBGの増加は、加齢による壮年性脱毛症の増加とは逆である。これは直感的ではない。テストステロンとその末梢の代謝物であるDHTが脱毛を加速させ、SHBGは保護的であると考えられているからである。T/SHBG、DHT/SHBGの比率は、数値的に脱毛に並行して80歳までに最大80％も減少し、フィナステリドなどの抗アンドロゲン剤の薬理学に近似する。
テストステロンの遊離レベルは80歳の男性では20歳の女性のレベルの2倍まで減少する。女性の約30％の正常な男性テストステロンレベルは脱毛症を誘発するには十分ではないが、高齢男性に見られるような約60％は十分である。精巣からのテストステロン分泌は、ホルモン素因、環境、および年齢に関連する多因子の素因-ストレスモデルとして、壮年性脱毛症の「舞台を設定する」かもしれない。例えば、2番目の10年間に去勢男性にテストステロンを補給すると、何年にもわたって壮年性脱毛症がゆっくりと進行するが、晩年のテストステロンは1ヶ月以内に急速な脱毛を引き起こす。
早期の年齢効果の例はウェルナー症候群で、これはmRNAの低忠実度コピーによる早期老化の状態である。影響を受ける子供は早発性壮年性脱毛症を示す。

## 診断
壮年性脱毛症の診断は、男性では通常、臨床的な症状に基づいて確立できる。女性では、診断はより複雑な診断評価を必要とすることが多い。鑑別診断をさらに評価するには、他の脱毛の原因を除外し、壮年性脱毛症の典型的な進行性脱毛パターンを評価する必要がある。さらなる評価にはトリコスコピーを使用できる。生検は脱毛の他の原因を除外するために必要な場合があり、組織学では毛包周囲の線維化が示される。ハミルトン・ノーウッドスケールは男性の壮年性脱毛症の重症度を評価するために開発されている。

## 治療

### 併用療法
フィナステリド、ミノキシジル、ケトコナゾールの組み合わせは、個別使用よりも効果的である。
LLLTまたはマイクロニードリングとフィナステリドやミノキシジルの併用療法により、毛髪数が大幅に増加することが示された。

### アンドロゲン依存性
フィナステリドは5α-還元酵素阻害剤（5-ARI）クラスの薬剤である。II型5-ARを阻害することにより、フィナステリドは頭皮を含む様々な組織でテストステロンからジヒドロテストステロンへの変換を防ぐ。頭皮の毛髪の増加はフィナステリド治療開始後3か月以内に観察でき、長期研究では継続使用で24か月及び48か月での頭皮の毛髪の増加が示されている。フィナステリドによる治療は、頭の前部や側頭部の男性型脱毛症よりも頭頂部の男性型脱毛症をより効果的に治療する。
デュタステリドはフィナステリドと同じクラスの薬剤だが、I型とII型の両方の5-アルファ還元酵素を阻害する。デュタステリドは韓国と日本では男性型脱毛症の治療薬として承認されているが、アメリカ合衆国では承認されていない。しかし、それは一般的に男性型脱毛症を治療するために適応外使用されている。

### アンドロゲン非依存性
ミノキシジルは小血管を拡張させる。これがどのように毛髪の成長を引き起こすかは明確ではない。他の治療法には、ミノキシジルと併用したトレチノイン、ケトコナゾールシャンプー、ダーマローリング（コラーゲン誘導療法）、スピロノラクトン、アルファトラジオール、トピルタミド（フルリジル）、局所メラトニン、及び頭皮への皮内及び筋肉内ボツリヌストキシン注射がある。

### 女性パターン

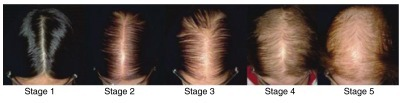
女性型脱毛症の進行段階

ミノキシジルが女性型脱毛症の安全で効果的な治療法であるという証拠があり、2％と5％の製剤の効率に有意差はない。フィナステリドは低品質の研究に基づいてプラセボより効果的ではないことが示された。レーザーベースの治療の有効性は不明である。ビカルタミド、抗アンドロゲン剤は、女性型脱毛症の治療のもう一つの選択肢である。

### 処置
より進行した症例は医学的治療に抵抗性または反応しない場合があり、毛髪移植が必要となることがある。1〜4本の毛の自然に発生するユニットである毛包ユニットが切除され、毛髪修復の領域に移動される。これらの毛包ユニットは毛包ユニット移植（FUT）または毛包ユニット抽出（FUE）のいずれかから得られる。前者では皮膚の帯状片が毛包ユニットとともに切除され、個々の毛包ユニット移植片に解剖され、後者では個々の毛髪が手動またはロボットで抽出される。その後、外科医はレシピエント部位と呼ばれる小切開に移植片を埋め込む。美容的な頭皮のタトゥーもショートでバズカットした髪の外観を模倣することができる。

### 技術的治療

#### 低レベルレーザー療法（LLLT）
低レベルレーザー療法または光生物調節療法は、赤色光療法や低温レーザー療法とも呼ばれる。これは非侵襲的な治療選択肢である。
LLLTは両性で髪の密度と成長を増加させることが示されている。デバイスの種類（帽子、櫛、ヘルメット）と期間は有効性に影響を与えなかったが、LEDと比較してレーザーにより重点を置くべきである。紫外線と赤外線は円形脱毛症に、赤色光と赤外線は壮年性脱毛症にそれぞれより効果的である。
医学的レビューによれば、LLLTは非侵襲的および従来の治療法であるミノキシジルやフィナステリド同様に効果的、あるいはそれ以上に効果的であるが、初期の調査結果を確認するためにはさらなるRCT、長期追跡調査、より大規模な二重盲検試験などの研究が実施される必要がある

### 多血小板血漿療法（PRP）
自身の細胞と組織を使用し、深刻な副作用がなく、PRPは円形脱毛症および壮年性脱毛症に有益であり、ミノキシジルやフィナステリドの代替として使用できる。これは男女両方の髪の密度と太さを改善することが文書化されている。最低3回の治療が推奨され、3か月間は月1回行い、その後メンテナンスのために3〜6か月間継続的な予約が必要である。有効性を決定する要因には、セッション数、二重または単一の遠心分離、年齢と性別、PRPが注入される場所が含まれる。
より強いコンセンサスを得るためには、今後より大規模な無作為化対照試験やその他の質の高い研究がさらに実施され発表されることが推奨される。また、手順の標準化された実践のさらなる開発も推奨される。

### 代替療法
多くの人々が未実証の治療法を使用している。女性型脱毛症については、ビタミン、ミネラル、またはその他の食品サプリメントの有効性を示す証拠はない。2008年の時点では、男性型脱毛症の治療にレーザーを使用することを支持する証拠はほとんどない。特殊な光についても同様である。栄養補助食品は通常推奨されない。2015年のレビューでは、植物抽出物が研究された論文が増加していることが見出されたが、無作為化対照臨床試験は1つだけであり、それは10人を対象としたノコギリパルメット抽出物の研究であった。

### 研究
2023年にPNAS誌に掲載された遺伝子工学的に改変されたマウスに関する研究では、年齢とともに硬化する毛包幹細胞における特定のマイクロRNAの産生を増加させると、細胞が柔らかくなり毛髪の成長が刺激されることが判明した。研究の著者らは、次の研究段階として、このマイクロRNAをナノ粒子を用いて直接皮膚に適用することで幹細胞に導入し、ヒトにも同様の局所適用を開発することを目標としていると述べた。

## 予後
壮年性脱毛症は通常、「ボディイメージの満足度を低下させる適度にストレスの多い状態」として経験される。しかし、ほとんどの男性はハゲを望ましくないストレスの多い経験と見なしているが、通常、対処し、人格の完全性を保持することができる。
女性の脱毛は男性ほど一般的ではないが、脱毛の心理的影響は遥かに大きい傾向がある。通常、前頭部の生え際は保たれるが、頭皮のすべての領域で髪の密度が減少する。以前は、男性のハゲと同様にテストステロンによって引き起こされると考えられていたが、髪を失う女性のほとんどは正常なテストステロンレベルを持っている。

## 疫学
女性の壮年性脱毛症は、アメリカ皮膚科学会によれば、米国で約3000万人の女性に影響を与える成長中の問題となっている。女性の脱毛は通常50歳以降に発生するが、妊娠、慢性疾患、急激なダイエット、ストレスなどの出来事に続かない場合でも、現在では15歳や16歳の若い女性でも報告されるなど、より若い年齢で発生している。
男性の壮年性脱毛症については、50歳までに30-50％の男性がこれを持ち、遺伝的には80％の素因がある。注目すべきは、壮年性脱毛症とメタボリックシンドロームの関連が非肥満男性で最も強いことである。

## 社会と文化

特定の研究は壮年性脱毛症が生存上の利点をもたらすことを示唆している

ハゲている男性が魅力のスケールでどのように評価されるかについては、文化間で研究結果は一貫していない。2001年の韓国の研究ではほとんどの人がハゲた男性をあまり魅力的でないと評価した一方、2002年のウェールズ女性の調査では、ハゲて灰色の髪の男性を非常に魅力的と評価した。男性型脱毛症に対して提案されている社会理論の一つは、頭を剃ることで完全なハゲを受け入れた男性が、優位性、高い社会的地位、および/または長寿を示すというものである。
生物学者らは、より広い日光曝露面積がより多くのビタミンDの合成を可能にし、これが「前立腺癌を予防するために微調整されたメカニズム」である可能性があると仮説を立てている。悪性腫瘍自体もDHTのレベルが高いことに関連している。

### 神話

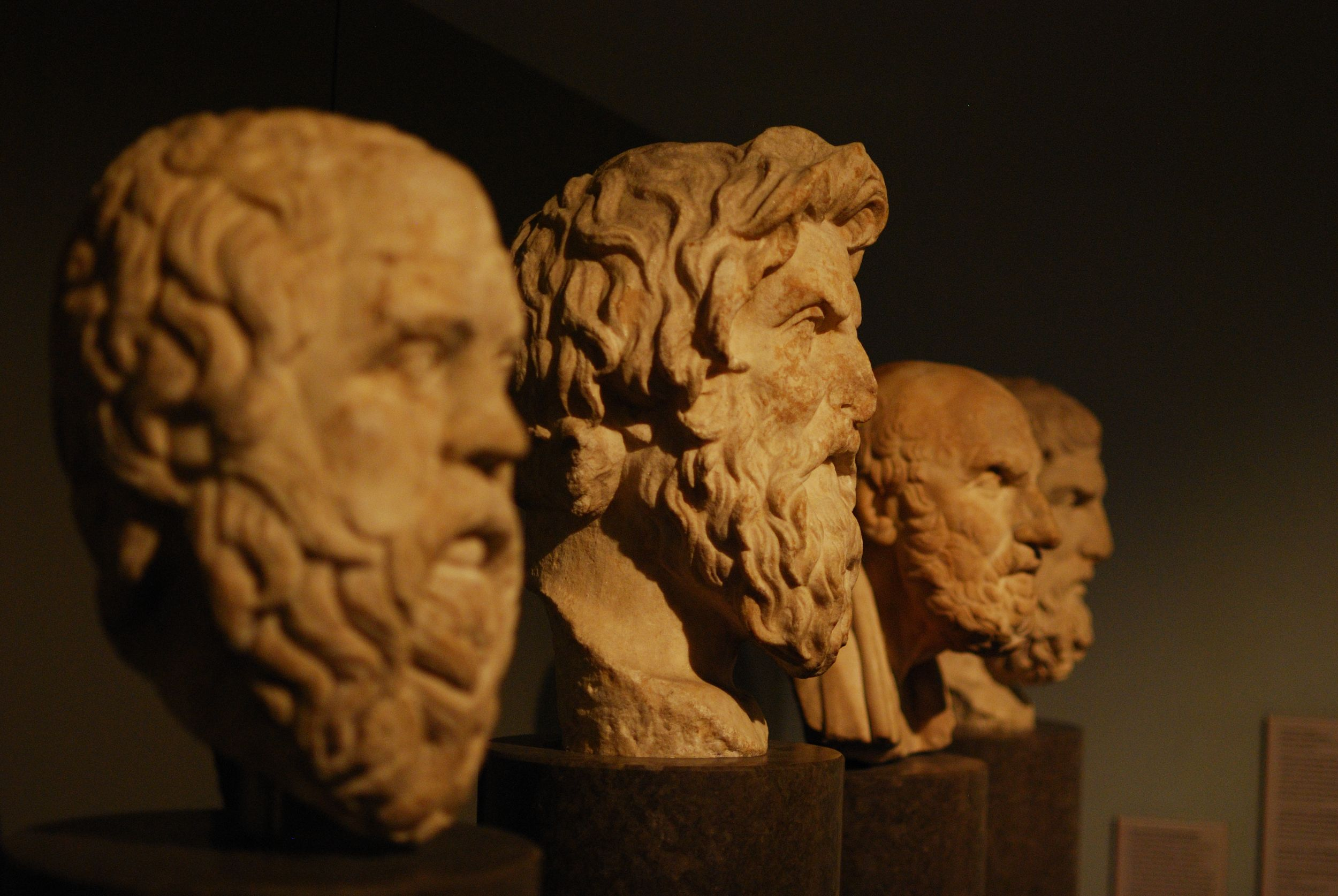
古代の現象：毛髪の多い少ないギリシャの哲学者たち（左から：ソクラテス、アンティステネス、クリュシッポス、エピクロス、紀元前5世紀から3世紀）

ハゲの考えられる原因とその人の男らしさ、知性、民族性、職業、社会階級、富、およびその他多くの特性との関係については、多くの神話が存在する。

#### ウェイトトレーニングおよびその他の種類の身体活動がハゲを引き起こす
テストステロンレベルを上昇させるため、多くのインターネットフォーラムでは、ウェイトトレーニングやその他の形の運動が素因のある個人の脱毛を増加させるという考えを提示している。科学的研究は運動とテストステロンの間の相関関係を支持しているが、直接的な研究は運動とハゲの間の関連を見つけていない。しかし、少数の研究では、座りがちな生活とハゲの間に関係が見つかっており、運動が因果関係として関連していることを示唆している。運動の種類や量が脱毛に影響を与える可能性がある。テストステロンレベルはハゲの良い指標ではなく、多くの研究では実際にハゲている人のテストステロンが逆説的に低いことを示しているが、その意味についての研究は限られている。

#### ハゲは感情的ストレス、睡眠不足などによって引き起こされる可能性がある
感情的なストレスは、遺伝的に感受性のある個人においてハゲを加速させることが示されている。
軍の新兵の睡眠不足によるストレスはテストステロンレベルを低下させたが、SHBGには影響を与えなかった。したがって、体力のある男性における睡眠不足によるストレスはDHTを上昇させる可能性は低く、DHTは男性型脱毛症の一因である。睡眠不足が他のメカニズムによって脱毛を引き起こす可能性があるかどうかは明らかではない。

#### ハゲた男性はより「男らしい」または性的に活発である
遊離テストステロンのレベルは強く性欲およびDHTレベルに関連しているが、遊離テストステロンが事実上存在しない場合を除いて、レベルは男らしさに影響を与えることは示されていない。壮年性脱毛症の男性は遊離アンドロゲンのベースラインが高い傾向がある。しかし、性的活動は多因子であり、アンドロゲンプロファイルはハゲを決定する唯一の要因ではない。さらに、脱毛は進行性であり、遊離テストステロンは年齢とともに減少するため、男性の生え際は現在よりも過去の状態をより示している可能性がある。

## 他の動物
壮年性脱毛症の動物モデルは自然に発生し、遺伝子組換えマウスで開発されている；チンパンジー（パン・トログロディテス）；ハゲウアカリ（カカジャオ・ルビクンダス）；およびベニガオザル（マカカ・スペシオサおよびM. アークトイデス）。これらのうち、マカクは最も高い発生率と最も顕著な脱毛度を示している。
ハゲはヒト特有の特性ではない。一つの可能性のある事例研究は、ツァボ地域のたてがみのない雄ライオンについてである。ツァボのライオンの群れは独特であり、通常7〜8頭の成獣メスがいるが、他のライオンの群れでは4頭のメスがいるのに対して、しばしば単一の雄ライオンのみを持つ。雄ライオンはテストステロンのレベルが高まっている可能性があり、これが攻撃性と支配性の評判を説明できるかもしれず、たてがみの欠如がかつてアルファの相関関係を持っていた可能性を示している。
非ヒト霊長類はハゲないが、その生え際は後退する。幼児期には生え際は眉弓の上部から始まるが、思春期後にゆっくりと後退して小さな額の外観を作り出す。